# Persone di nome Peter/Registi
| Questa pagina contiene informazioni ricavate automaticamente dalle voci biografiche con l'ausilio del template Bio e di un bot. L'aggiornamento è periodico e automatico e ricostruisce completamente la pagina. Se manca una persona in questa lista, sei pregato di non aggiungerla, ma accertati piuttosto che la sua voce biografica contenga il template Bio e che i dati anagrafici siano correttamente compilati. Se il template Bio manca, inseriscilo tu stesso o, in alternativa, metti l'avviso {{tmp\|Bio}} che ne segnala la mancanza. Se i dati riportati sono sbagliati, correggi direttamente la voce biografica; le modifiche saranno visibili in questa lista entro pochi giorni. Per chiarimenti vedi il progetto antroponimi. La lista contiene solo le 55 persone che sono citate nell'enciclopedia e per le quali è stato implementato correttamente il template Bio. Pagina aggiornata al 22 lug 2025. |

Questa è una lista di persone presenti nell'enciclopedia che hanno il nome Peter e sono registi.

## B(5)
- Peter Baldwin, regista e attore statunitense (Winnetka, n. 1931 - Pebble Beach, † 2017)
- Peter Bogdanovich, regista, sceneggiatore e critico cinematografico statunitense (Kingston, n. 1939 - Los Angeles, † 2022)
- Peter Bonerz, regista e attore statunitense (Portsmouth, n. 1938)
- Peter Brook, regista britannico (Londra, n. 1925 - Parigi, † 2022)
- Peter Brosens e Jessica Woodworth, regista e sceneggiatore belga (Lovanio, n. 1962)

## C(6)
- Peter Care, regista inglese (Penzance, n. 1953)
- Peter Carter, regista canadese (n. 1933 - † 1982)
- Peter Cattaneo, regista e sceneggiatore britannico (Londra, n. 1964)
- Peter Chan, regista e produttore cinematografico cinese (Hong Kong, n. 1962)
- Peter Chelsom, regista e attore britannico (Blackpool, n. 1956)
- Peter Collinson, regista e produttore televisivo britannico (Cleethorpes, n. 1936 - Los Angeles, † 1980)

## D(5)
- Peter Del Monte, regista e sceneggiatore italiano (San Francisco, n. 1943 - Roma, † 2021)
- Peter Deutsch, regista e sceneggiatore tedesco (Praga, n. 1939)
- Peter Dews, regista britannico (Wakefield, n. 1929 - Dover, † 1997)
- Pete Docter, regista, sceneggiatore e animatore statunitense (Bloomington, n. 1968)
- Peter Duncan, regista e sceneggiatore australiano (Sydney, n. 1964)

## E(1)
- Peter Ellis, regista e sceneggiatore britannico (Londra, n. 1948 - Los Angeles, † 2006)

## F(4)
- Peter Faiman, regista e produttore televisivo australiano (Melbourne, n. 1944)
- Peter e Bobby Farrelly, regista, sceneggiatore e produttore cinematografico statunitense (Phoenixville, n. 1956)
- Peter Fleischmann, regista tedesco (Zweibrücken, n. 1937 - Potsdam, † 2021)
- Peter Flinth, regista danese (Copenaghen, n. 1964)

## G(2)
- Peter Glenville, regista e attore britannico (Hampstead, n. 1913 - New York, † 1996)
- Peter Greenaway, regista, sceneggiatore e montatore britannico (Newport, n. 1942)

## H(6)
- Peter Werner, regista statunitense (New York, n. 1947 - Wilmington, † 2023)
- Peter Hewitt, regista britannico (Brighton, n. 1962)
- Peter Howitt, regista, attore e sceneggiatore britannico (Manchester, n. 1957)
- Peter R. Hunt, regista britannico (Londra, n. 1925 - Santa Monica, † 2002)
- Peter H. Hunt, regista statunitense (Pasadena, n. 1938 - Los Angeles, † 2020)
- Peter Hyams, regista, sceneggiatore e direttore della fotografia statunitense (New York, n. 1943)

## J(1)
- Peter Jackson, regista, sceneggiatore e produttore cinematografico neozelandese (Pukerua Bay, n. 1961)

## K(1)
- Peter Kassovitz, regista, attore e sceneggiatore francese (Budapest, n. 1938)

## L(4)
- Peter Landesman, regista, sceneggiatore e produttore cinematografico statunitense (New York, n. 1965)
- Peter Lepeniotis, regista, sceneggiatore e produttore cinematografico canadese (Guelph, n. 1965)
- Peter Lilienthal, regista, sceneggiatore e attore tedesco (Berlino, n. 1927 - Monaco di Baviera, † 2023)
- Peter Lord, regista e produttore cinematografico britannico (Bristol, n. 1953)

## M(4)
- Peter MacDonald, regista e produttore cinematografico britannico (Londra, n. 1939)
- Peter Marcias, regista italiano (Oristano, n. 1977)
- Peter Maris, regista, produttore cinematografico e montatore greco
- Peter Medak, regista ungherese (Budapest, n. 1937)

## P(1)
- Peter Palitzsch, regista tedesco (Deutmannsdorf, n. 1918 - Havelberg, † 2004)

## R(1)
- Peter Ramsey, regista, illustratore e sceneggiatore statunitense (Los Angeles, n. 1962)

## S(8)
- Peter Sasdy, regista ungherese (Budapest, n. 1935)
- Peter Schamoni, regista, sceneggiatore e produttore cinematografico tedesco (Berlino, n. 1934 - Monaco di Baviera, † 2011)
- Peter Segal, regista e produttore cinematografico statunitense (New York, n. 1962)
- Peter Skerl, regista e sceneggiatore apolide (Belgrado, n. 1940 - Los Angeles, † 2020)
- Peter Sohn, regista e doppiatore statunitense (The Bronx, n. 1977)
- Peter Sollett, regista statunitense (New York, n. 1976)
- Peter Strickland, regista e sceneggiatore inglese (Reading, n. 1973)
- Peter Sykes, regista australiano (Melbourne, n. 1939 - † 2006)

## T(1)
- Peter Tscherkassky, regista austriaco (Vienna, n. 1958)

## W(4)
- Peter Watkins, regista e sceneggiatore inglese (Norbiton, n. 1935)
- Peter Webber, regista britannico (n. 1968)
- Peter Weir, regista, sceneggiatore e produttore cinematografico australiano (Sydney, n. 1944)
- Peter Whitehead, regista britannico (Liverpool, n. 1937 - Londra, † 2019)

## Y(1)
- Peter Yates, regista e produttore cinematografico inglese (Aldershot, n. 1929 - Londra, † 2011)